# Мікре (пляж)
62°50′15″ пд. ш. 61°24′30″ зх. д. / 62.8375° пд. ш. 61.4083° зх. д.

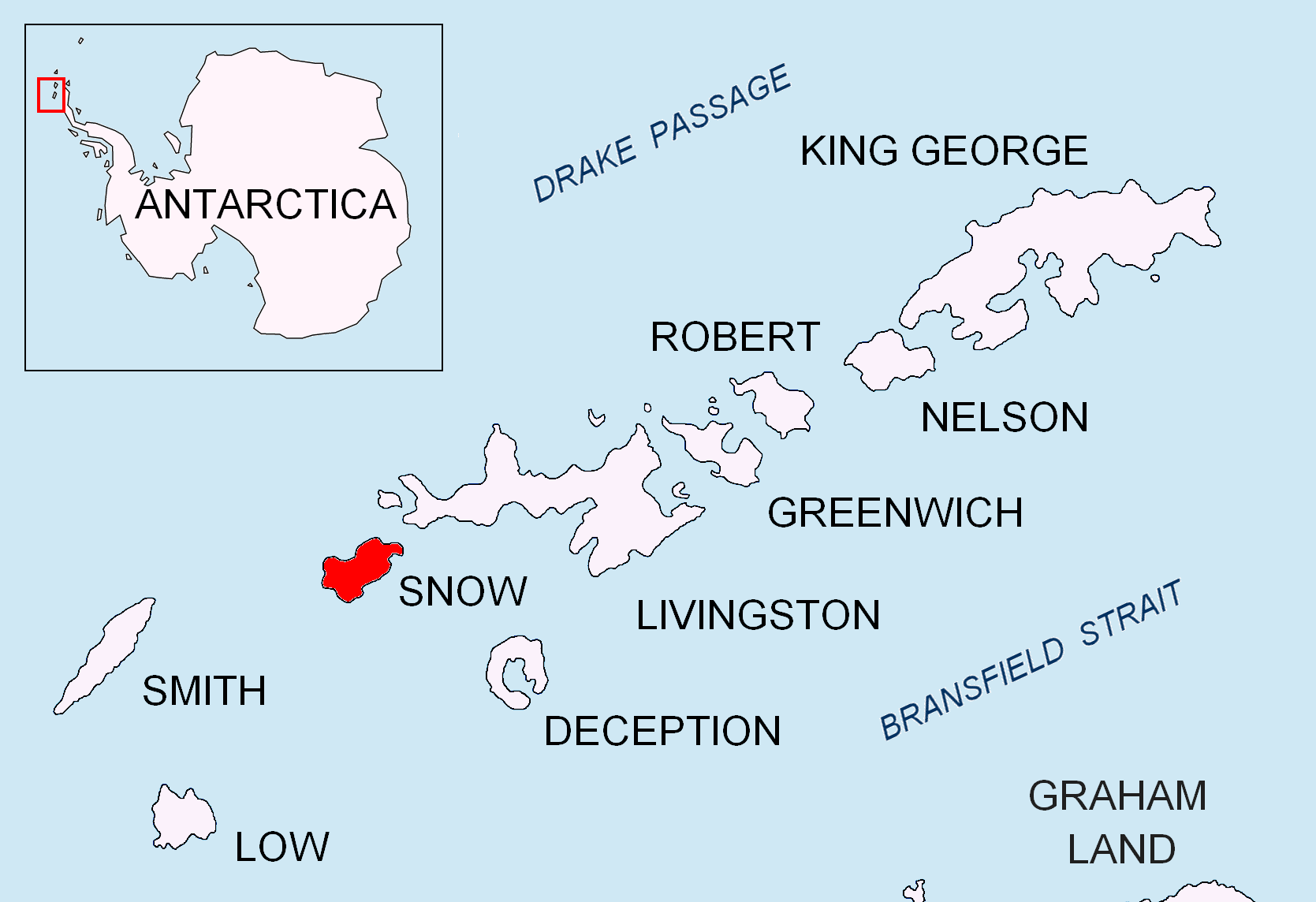
Розташування острова Сноу на Південних Шетландських островах.

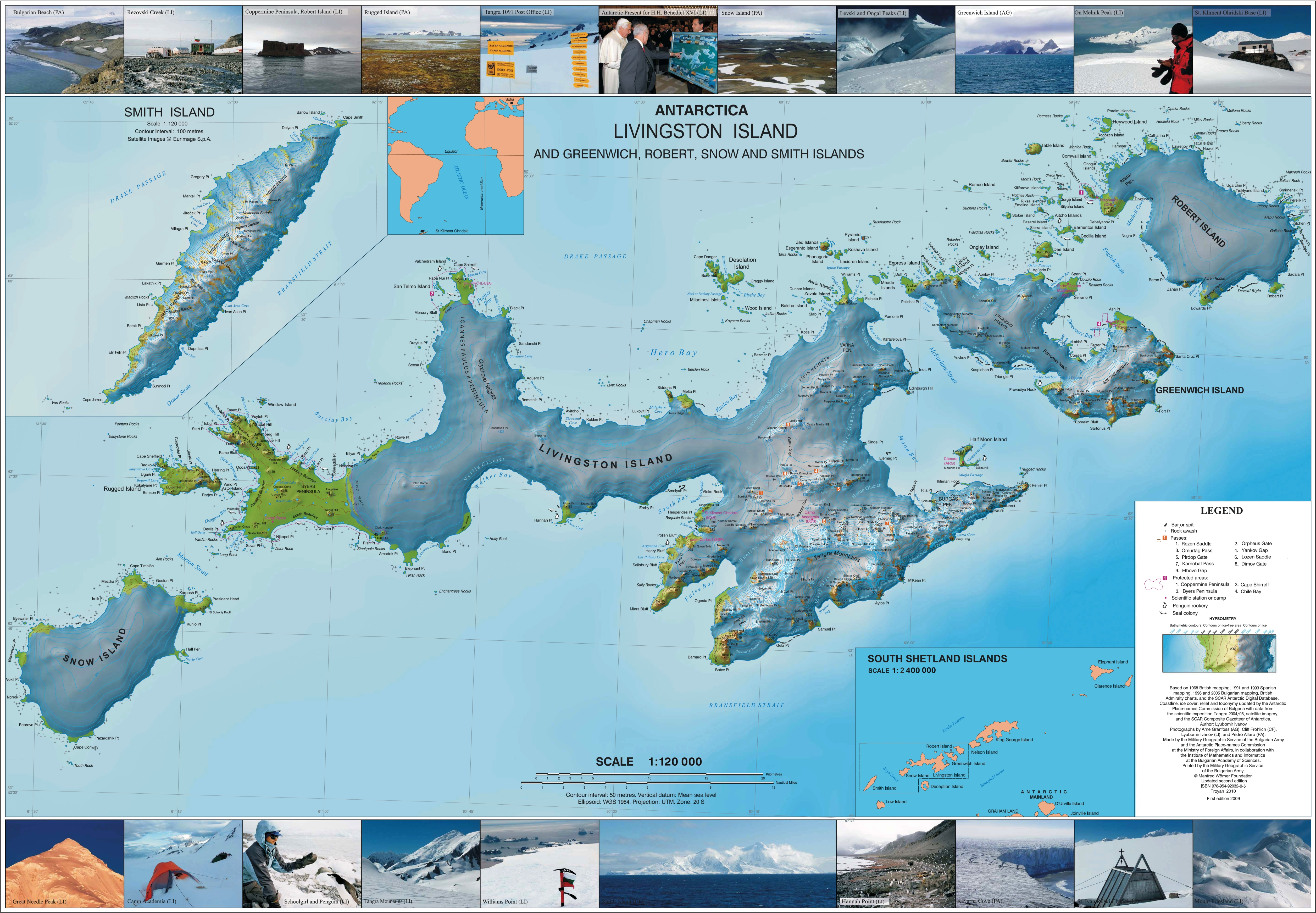
Топографічна карта островів Лівінгстон, Гринвіч, Роберт, Сноу та Сміт.

Пляж Мікре (болг. Микренски бряг, трансліт. Mikrenski bryag, IPA: [ˈMikrɛnski ˈbrʲak]) - пляж, що простягається на 2,2 км на південно-східному узбережжі острова Сноу на Південних Шетландських островах, Антарктида. Він обмежений мисом Конвей на південному заході, льодовиковою шапкою острова на північному заході та пунктом Пазарджик на північному сході. Влітку пляж не засніжений.
Пляж названий на честь поселення Мікре в Північній Болгарії.

## Розташування
Пляж Мікре знаходиться за координтами 62°50′15″ пд. ш. 61°24′30″ зх. д. / 62.83750° пд. ш. 61.40833° зх. д. Болгарське картографування у 2009 році.

## Мапи
- Л. Л. Іванов. Антарктида: острови Лівінгстон та Гринвіч, Роберт, Сноу та Сміт . Масштаб 1: 120000 топографічної карти. Троян: Фонд Манфреда Вернера, 2009.ISBN 978-954-92032-6-4 (оновлене друге видання 2010 р.ISBN 978-954-92032-9-5)
- Л. Л. Іванов. Антарктида: острови Лівінгстон та Гринвіч, Роберт, Сноу та Сміт . Масштаб 1: 120000 топографічної карти. Троян: Фонд Манфреда Вернера, 2009.ISBN 978-954-92032-6-4
- Антарктична цифрова база даних (ADD). Масштаб 1: 250000 топографічної карти Антарктиди. Науковий комітет з антарктичних досліджень (SCAR). З 1993 року регулярно модернізується та оновлюється.

## Зовнішні посилання
- Пляж Мікре. Супутникове зображення Copernix

Ця статя містить інформацію з Антарктичної комісії з географічних назв Болгарії, яка використовується з дозволу.